# 中山峠スキー場
中山峠スキー場（なかやまとうげスキーじょう）は、北海道虻田郡喜茂別町にあるスキー場である。
中山峠に近い標高830mの高所に所在することから、スキーシーズンの営業長さでは道内一二を争うことで知られ、毎年11月上旬から5月の連休までロングラン営業をしているスキー場として人気があったが、近年はシーズン初頭の「初すべり期間」と「春スキー期間」のみ営業を行い、厳冬季は休業している。

## 特徴
- 天然雪ゲレンデとしては日本最速でオープンするスキー場のひとつである。
- 標高830mと高所にもかかわらず札幌市内から約60分と日帰りも可能である。
- 積雪量が多いため初すべり期間は一旦12月上旬でクローズドし、再び3月下旬から春スキー期間が始まる。
- 毎年5月の連休明け頃までは営業しており、最も遅い営業終了記録は2013年の6月2日である。
- 春スキーの期間には野外焼肉コーナーがあり雪上でゲレンデBBQなどが楽しめる。

## コース
- 初心者から上級者まで3コースが設置されている[2]。羊蹄山を眺めながらの滑走は人気が高い。
- かつては、第一・第二のペアリフトと第二リフト（シングル）の3本によるスキー場の営業をしていたが、現在は第一ペアリフト1本での営業となっている[2]。
  - 現在廃止されている第二ペアリフトの終点が蓬莱山山頂附近にあることから、当スキー場の最高所標高を830mとしている[4]。

## アクセス
- 車の場合[1]
  - 国道230号中山峠の頂上、道の駅望羊中山がスキー場施設への出入り口となる。
    - 札幌から　約60分[1]
    - ルスツリゾートから　約30分[1]
- 公共交通利用の場合
  - 道南バス札幌洞爺湖線・札幌豊浦線にて「中山峠」停留所下車、徒歩15分[1]。

## その他
- SIA公認のスキー学校（SAWAウィンタースポーツアカデミー[5]）が設置されている。
- 道の駅望羊中山、中山峠写真の森美術館など、一連の中山峠の施設が隣接する[6]。
  - 中山峠の一連の施設は、すべて一括管理されており、当スキー場においても2003年シーズンより加森観光が運営管理にあたっている。
- 2007シーズンはナチュラルライドパークと称して、パークユーザーのためのアイテムを増強しており、その方面で力を入れている。
- 当スキー場は、1966年開業。開業当時は、「中山峠健民センター宝乗山スキー場」と名乗っていた模様[7]。
- 当スキー場は、2016年現在においても国有林野内に所在する[8]。このスキー場の名称についても、かつては「国設中山峠スキー場」と名乗っていた時期があった[9]。